# Erika Sinauer

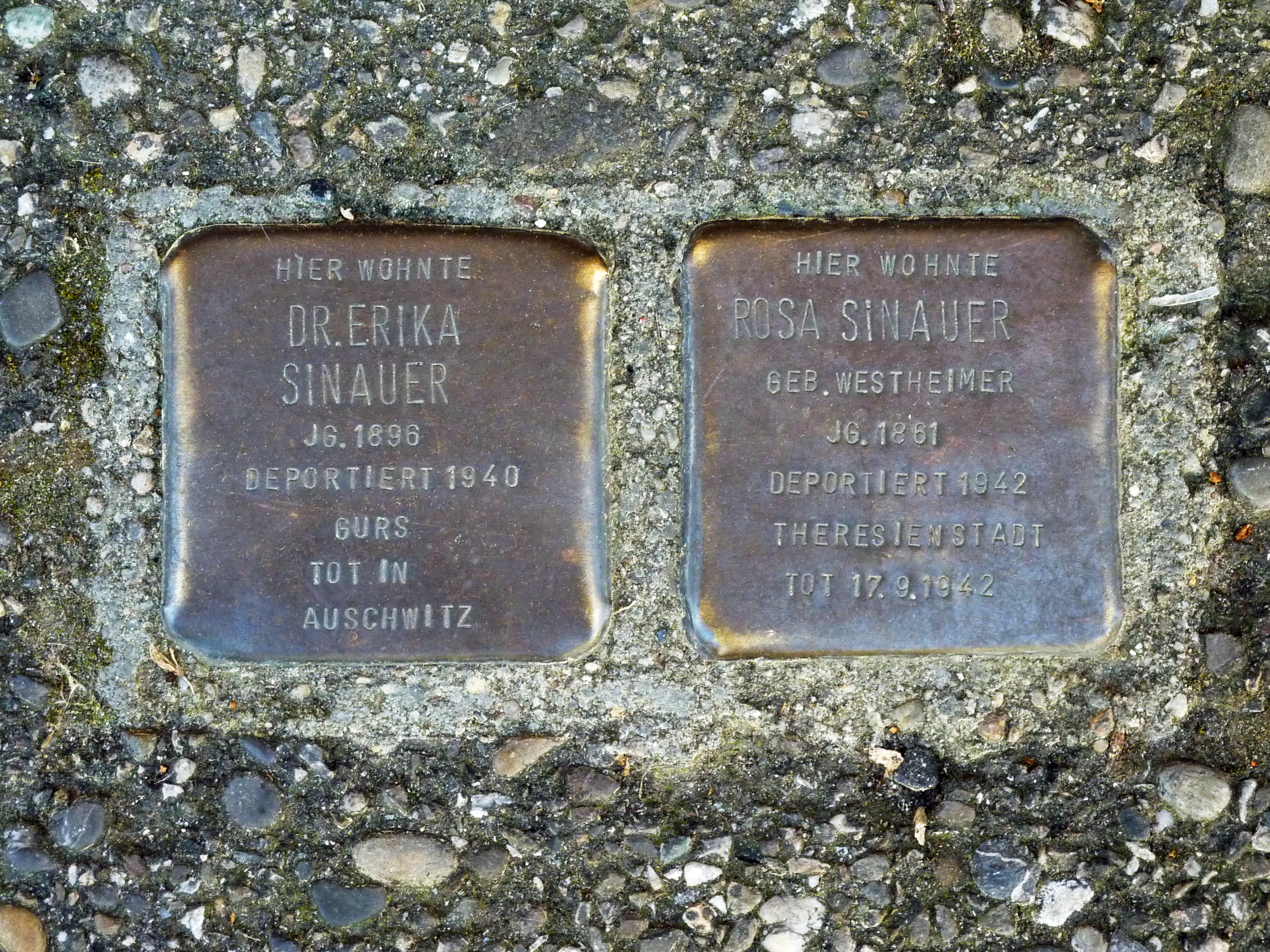
Stolperstein Sinauers in Freiburg im Breisgau.

Erika Sinauer (geboren am 15. Juni 1898 in Freiburg im Breisgau; gestorben zwischen 1942 und 1945 im KZ Auschwitz) war eine deutsche Rechtshistorikerin.

Die Tochter des jüdischen Rechtsanwaltes Moritz Sinauer erhielt eine freireligiöse Erziehung. Sie studierte Rechtswissenschaft an der Albert-Ludwigs-Universität Freiburg. Ihr akademischer Lehrer war Claudius von Schwerin. In Freiburg absolvierte sie die Referendarszeit. Als Rechtsanwältin wurde sie 1927 vereidigt. Nach dem Tod ihres Vaters übernahm sie 1930 dessen Kanzlei. Sinauer verfolgte aber auch weiterhin eine wissenschaftliche Laufbahn. Bei Schwerin wurde sie 1928 promoviert mit einer Untersuchung zum sächsischen Landrecht. Die Arbeit wurde von Karl August Eckhardt als ausgezeichnete Arbeit gewürdigt. Sie war Assistentin Schwerins am Rechtshistorischen Institut in Freiburg und hatte wesentlichen Anteil am Aufbau der dortigen Strukturen. Schwerin wurde die Ausgabe des Sachsenspiegels und der Glosse übertragen. Im Jahr 1931 erhielt sie ein Stipendium der Notgemeinschaft der deutschen Wissenschaft.
Bis 1933 wurde ihre Arbeit in den Jahresberichten im Neuen Archiv dokumentiert. In den kommenden Jahren wurde ihr Name in der Zeitschrift nicht mehr aufgeführt. Ohne Nennung ihres Namens in den Jahresberichten des Deutschen Archivs setzte sie ihre Arbeit an den Sachsenspiegel-Glossen fort. Im Jahr 1933 verlor sie zudem durch das Berufsverbot nicht nur ihre Zulassung als Rechtsanwältin, sondern auch ihre Assistentenstelle am Rechtshistorischen Institut. Sie konnte die Universität zumindest noch für ihre Forschungen zum Sachsenspiegel und für eine geplante Habilitation nutzen. Die Ergebnisse ihrer Forschungen zur Entstehung der Sachsenspiegelglosse wurden 1935 im Neuen Archiv veröffentlicht. Der Aufsatz wurde im Bericht der Monumenta in der Zeitschrift der Savigny-Stiftung für Rechtsgeschichte als „grundlegende Untersuchungen“ über „die Geschichte der Bemühungen um den Glossentext [...] sowie die fremdrechtlichen Bestandteile und ihre Bedeutung für die Glossentexte“ beurteilt. Schwerin ging 1935 nach München. Durch den Weggang ihres akademischen Lehrers und die „Machtergreifung“ der Nationalsozialisten vereinsamte Sinauer zunehmend. Sie blieb in Freiburg zurück und führte die Arbeit an der Glosse fort. Im Jahr 1938 wurden die letzten „nichtarischen“ Wissenschaftler durch Ministerialerlass von den Universitäten vertrieben. Sinauers Mitarbeit für die Monumenta Germaniae Historica endete 1938. Helene Bindewald arbeitete als ihre Nachfolgerin an der Glossen-Edition weiter. Sie konnte diese jedoch nicht vollenden. Am 22. Oktober 1940 wurde Sinauer in das Internierungslager Gurs deportiert. Sinauers 115 Bände umfassende Bibliothek wurde vom NS-Regime eingezogen und an die Universitätsbibliothek Freiburg übergeben. Das Manuskript zur Sachenspiegelglosse wurde von der Gestapo vernichtet. Sinauer gelang es, zur ländlichen Arbeit in ein von einer protestantischen Organisation geführtes Heim in die Cevennen zu kommen. Dort wurde sie von der Gestapo verhaftet und am 2. September 1942 von Drancy nach Auschwitz deportiert und dort ermordet. Das Amtsgericht Freiburg im Breisgau erklärte sie 1952 für tot und legte das Sterbedatum auf den 8. März 1945 fest.
Nikola Becker befasste sich mit den drei heute weniger bekannten jüdischen Mitarbeitern der Monumenta Germaniae Historica Paul Hirsch, Josef Juncker und Erika Sinauer. Sie zeigt, dass der Aderlass der deutschen Wissenschaft infolge der nationalsozialistischen Judenverfolgung- und vernichtung auch die Monumenta Germaniae Historica betraf.

## Schriften
- Der Schlüssel des sächsischen Landrechts (= Untersuchungen zur deutschen Staats- und Rechts-Geschichte. Bd. 139). Scientia-Verlag, Aachen 1970 = 1928, ISBN 3-511-04139-2 (Digitalisat).